# Хан Сун Чхоль
Ха́н Сун Чхо́ль (кор. 韓淳哲, 한순철, 30 грудня 1984) — південнокорейський боксер, олімпійський медаліст, призер Азійських ігор.

## Аматорська кар'єра
На Азійських іграх 2006 зайняв друге місце після перемоги у півфіналі над Енхбатином Бадар-Ууганом (Монголія) і поразки в фіналі від філіппінця Джоана Тіпона.
На чемпіонаті світу 2007 програв у другому бою Максиму Третяку (Україна).
На Олімпійських іграх 2008 програв у першому бою Ектору Мансанілья (Венесуела).
На чемпіонаті світу 2009 у категорії до 60 кг переміг Франсіско Варгаса (Мексика), а у другому бою програв Доменіко Валентіно (Італія).
На Азійських іграх 2010 переміг двох суперників, програв у півфіналі Ху Цин (Китай) і зайняв третє місце.
На Олімпійських іграх 2012 завоював срібну медаль.
- У першому раунді змагань переміг Мохамеда Рамадан (Єгипет) — 11-6
- У другому раунді змагань переміг Вазген Сафарянц (Білорусь) — 13(+)-13
- У чвертьфіналі переміг Фазліддіна Гаїбназарова (Узбекистан) — 16-13
- У півфіналі переміг Евальдаса Петраускаса (Литва) — 18-13
- У фіналі програв Василю Ломаченко (Україна) — 9-19

### Виступи на Олімпіадах
| Олімпіада   | Вагова категорія | Місце |
| ----------- | ---------------- | ----- |
| Пекін 2008  | до 54 кг         | =9    |
| Лондон 2012 | до 60 кг         | 2     |

На Азійських іграх 2014 переміг двох суперників, а у чвертьфіналі програв Обада Аль-Касбех (Йорданія).